# Avcılar
Avcılar ist eine Stadtgemeinde (Belediye) im gleichnamigen İlçe (Landkreis) der Provinz Istanbul in der türkischen Marmararegion und gleichzeitig ein Stadtbezirk der 1984 gebildeten Büyükşehir belediyesi İstanbul (Großstadtgemeinde/Metropolprovinz). Avcılar liegt auf der europäischen Seite der Großstadt und ist seit der Gebietsreform ab 2013 flächen- und einwohnermäßig identisch mit dem Landkreis.

## Geografie
Der Kreis/Stadtbezirk grenzt im Westen an Beylikdüzü und Esenyurt, im Norden an Başakşehir (längste Grenze). Im Osten bildet der aufgestaute Küçükçekmece Gölü eine natürliche Grenze zum Kreis/Stadtbezirk Küçükçekmece und im Süden ist das Marmarameer die Grenze.

## Verwaltung
Ebenso wie sechs andere Landkreise wurde auch der Kreis Avcılar durch das Gesetz Nr. 3806 1992 neu gebildet. Hierzu wurden acht Mahalle vom Kreis Küçükçekmece abgetrennt und als neue Stadt Avcılar vereint. Sie ist der einzige Ort des neuen Landkreises, der seine Arbeit am 12. Oktober 1992 aufnahm.
Seit der Verwaltungsreform von 2013/2014 ist das Gebiet der Großstadt mit dem der Provinz identisch, in jedem der İlçe (untergeordnete staatliche Verwaltungsbezirke) besteht eine namensgleiche Stadtgemeinde (Belediye), die jeweils dessen gesamtes Gebiet umfasst. Sie ist einem Stadtbezirk gleichgestellt, wird in Mahalle unterteilt und ist der Großstadtgemeinde untergeordnet.

## Wirtschaft und Infrastruktur
Die Zentrale der drittgrößten Industrie- und Finanzgruppe der Türkei, die Zorlu Holding, befindet sich in Avcılar. Die Zentrale des Unternehmens wurde 1970 von Denizli nach Avcılar verlegt und befindet sich in einem Wolkenkratzer. Die Zorlu Holding kontrolliert 50 Unternehmen, viele davon sind nationale Marktführer in ihren jeweiligen Bereichen. Die Gruppe hat 30.000 Mitarbeiter und ist in 110 Ländern tätig.
Der Ambarlı Limanı ist der bedeutendste und größte Seehafen der Türkei und befindet sich in Avcılar. Im Hafen werden etwa 38 Prozent des türkischen Im- und Exports sowie 63 Prozent der Marmararegion abgewickelt. Der Hafen beschäftigt in 7 Terminalen etwa 9.300 Mitarbeiter und hatte 2007 ein Exportvolumen von 24 Milliarden US-Dollar. Der Ambarlı Limanı exportiert wichtige Erzeugnisse, die in der Türkei produziert wurden, z. B. Rohstoffe wie Gemüse, Obst oder Tabak. Des Weiteren ist der Hafen eine zentrale Anlaufstelle für die Versorgung İstanbuls und der Marmararegion mit Erdöl.

## Einwohnerentwicklung
Nach dem Balkankrieg von 1912 wurden die vom Balkan vertriebenen muslimischen und türkischen Bevölkerungsteile, die sogenannten Balkan-Türken, aus den bulgarischen Orten Rasgrad, Wetowo und Pasardschik in Avcılar angesiedelt. Zur Zeit des Zwangs-Bevölkerungsaustausches mit Griechenland bei Gründung der Türkischen Republik gab es 50 griechische Familien im Dorf, deren zurückgelassener Besitz als militärisches Depot benutzt wurde. Wenig aus dieser Zeit hat überdauert; die Kirche war früh in eine Moschee umgewandelt und 1977 abgerissen worden für einen Moschee-Neubau; Brunnen und Ruinen sind verschwunden. Einiges an osmanischer Architektur hat überdauert, einschließlich einer Jagdhütte aus dem Besitz der Sultane. In den 1960ern kamen viele Menschen aus Thrakien und Anatolien nach Avcılar. Bis zur zweiten Hälfte des 20. Jahrhunderts war Avcılar noch ein kleines landwirtschaftliches Dorf (Volkszählung 1950: 1.139 Einw.), das an der Küste zum Marmarameer lag. Der Stadtteil ist seit den 1980er Jahren enorm gewachsen. Die Zuwanderer kamen aus allen Teilen der Türkei, davon über die Hälfte aus den Provinzen Sivas, Tokat und Kars.
| Einwohner | 126.282 | 214.383 | 235.113 | 323.596 | 383.736 | 417.852 | 435.682 | 436.897 |
Ende 2020 hatten nur zwei der zehn Mahalle weniger als 25.000 Einwohner. Im Durchschnitt wurde jeder Mahalle von 43.690 Einwohnern bewohnt, am meisten davon im Yeşilkent Mah. (73.652 Einw.). Auf der Rangliste der bevölkerungsstärksten Kreise/Stadtbezirke belegte Avcılar 2022 Platz 17.

## Geschichte
Am 17. August 1999 wurde Avcılar von einem schweren Erdbeben erschüttert und schwer beschädigt. Allein an der Hauptstraße von Avcılar starben 1200 Menschen und damit die meisten der Istanbuler Erdbebenopfer.